# Bolero (danza española)

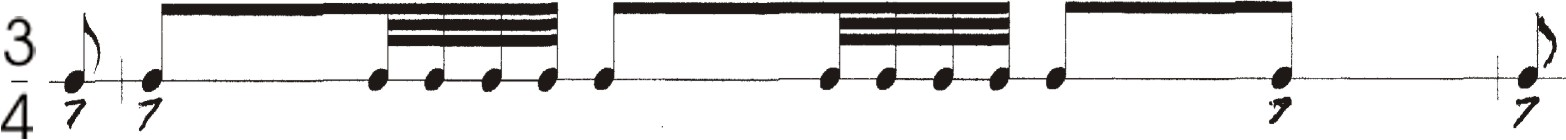
Ritmo del Bolero tradicional español.

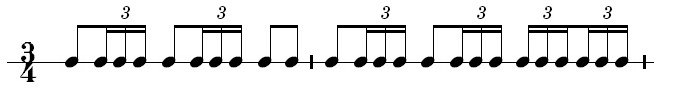
Ritmo del Boléro de Ravel.

El bolero es una danza española de ritmo ternario, en tempo moderato (80 a 108 bpm), bailada ya por una pareja, varias parejas o un solo bailarín. El ritmo es anacrúsico, y empieza en la última corchea del tercer golpe del compás. No debe confundirse con el bolero de origen cubano en compás binario.

## Danza

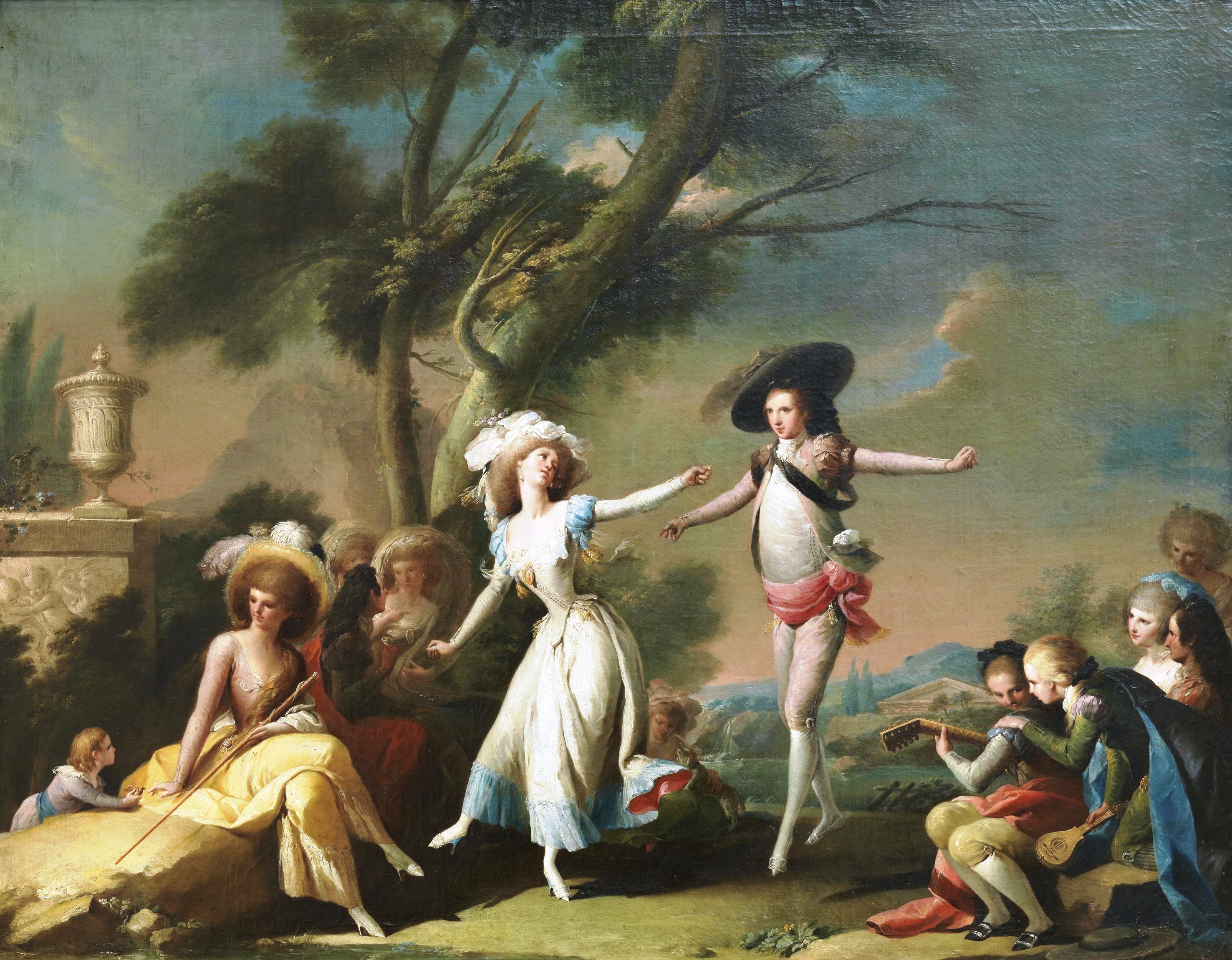
El bolero o La romería, de José Camarón Boronat, pintado ca. 1785. (Museo del Prado, Madrid).

Juan Antonio de Iza Zamácola, en una publicación de 1799, describe ya el bolero como una evolución de las seguidillas. Hereda de éstas el compás ternario, la literaria forma métrica y su estructura, que consiste en tres partes conocidas como coplas o mudanzas. Este juego se repite tres o cuatro veces, dependiendo de las costumbres de la región y la preferencia del maestro. Después de cada repetición, se produce una interrupción denominada el bien parado, durante la cual el bailarín permanece estático, pero plantándose en airosas figuras.
Los brazos, con sus movimientos, llevan a cabo un papel relevante en el bolero; y, aunque no siempre sea así especialmente en el ballet, debido a estar sustituidas por otros instrumentos en la orquesta o incluidas en ella, tradicionalmente las manos del bailarín han estado ligadas a las castañuelas, denominadas también palillos o pitos, según la región.

## La forma literaria del bolero

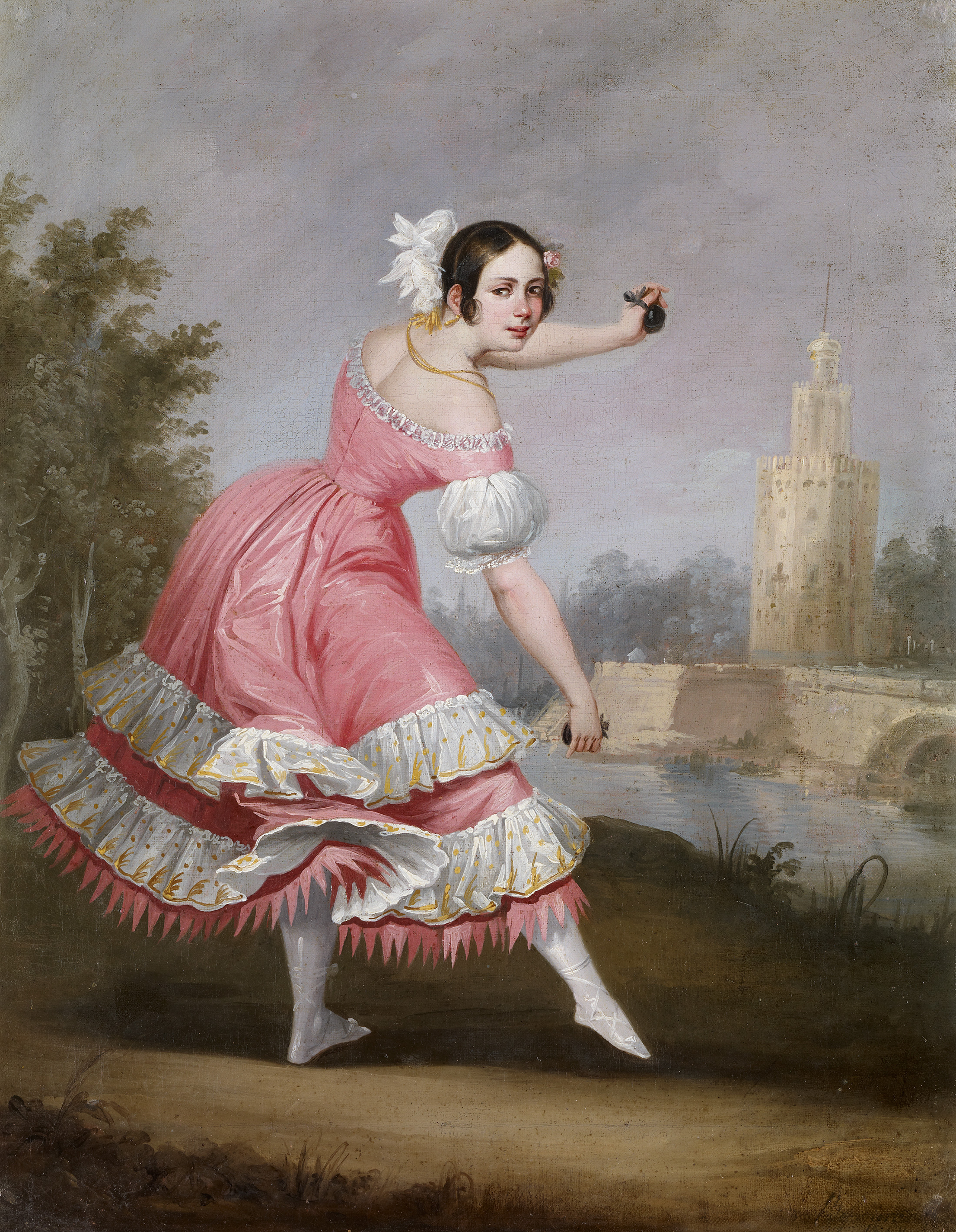
Antonio Cabral Bejarano: Bailarina de Bolero. 1842. Museo Carmen Thyssen Málaga.

Como danza, puede considerarse que el bolero es el resultado de haber filtrado la popular seguidilla a través de la incipiente Escuela bolera. De modo que, desde el punto de vista  métrico, los términos bolero, bolera, boleras y seguidilla se refieren a una misma realidad. En cuanto a la estructura formal de su letra, tanto los boleros como las seguidillas se organizan en estrofas de siete versos, de los cuales los cuatro primeros forman la antedicha copla de seguidilla y los tres últimos forman una  tercerilla, generalmente de rima encadenada, en la cual se contiene la moraleja o conclusión del poema. De este modo resulta una combinación de versos  heptasílabos y  pentasílabos, de los cuales los pares presentan  rima asonante quedando sueltos los impares. Predomina la temática amorosa en todas sus vertientes, aunque ocasionalmente aparecen también motivos satíricos referidos a asuntos sociales y políticos.

## Instrumentación tradicional
En su representación tradicional suele ejecutarse con acompañamiento de guitarra y de otros instrumentos folklóricos, llegando a verse orquestas de pulso y púa e incluso gaitas (las xeremias baleares, por ejemplo). Tiene un ritmo muy marcado y de insistente monotonía, llevado por las castañuelas y frecuentemente respaldado por el tambor, pandero o tamboril.

## Historia

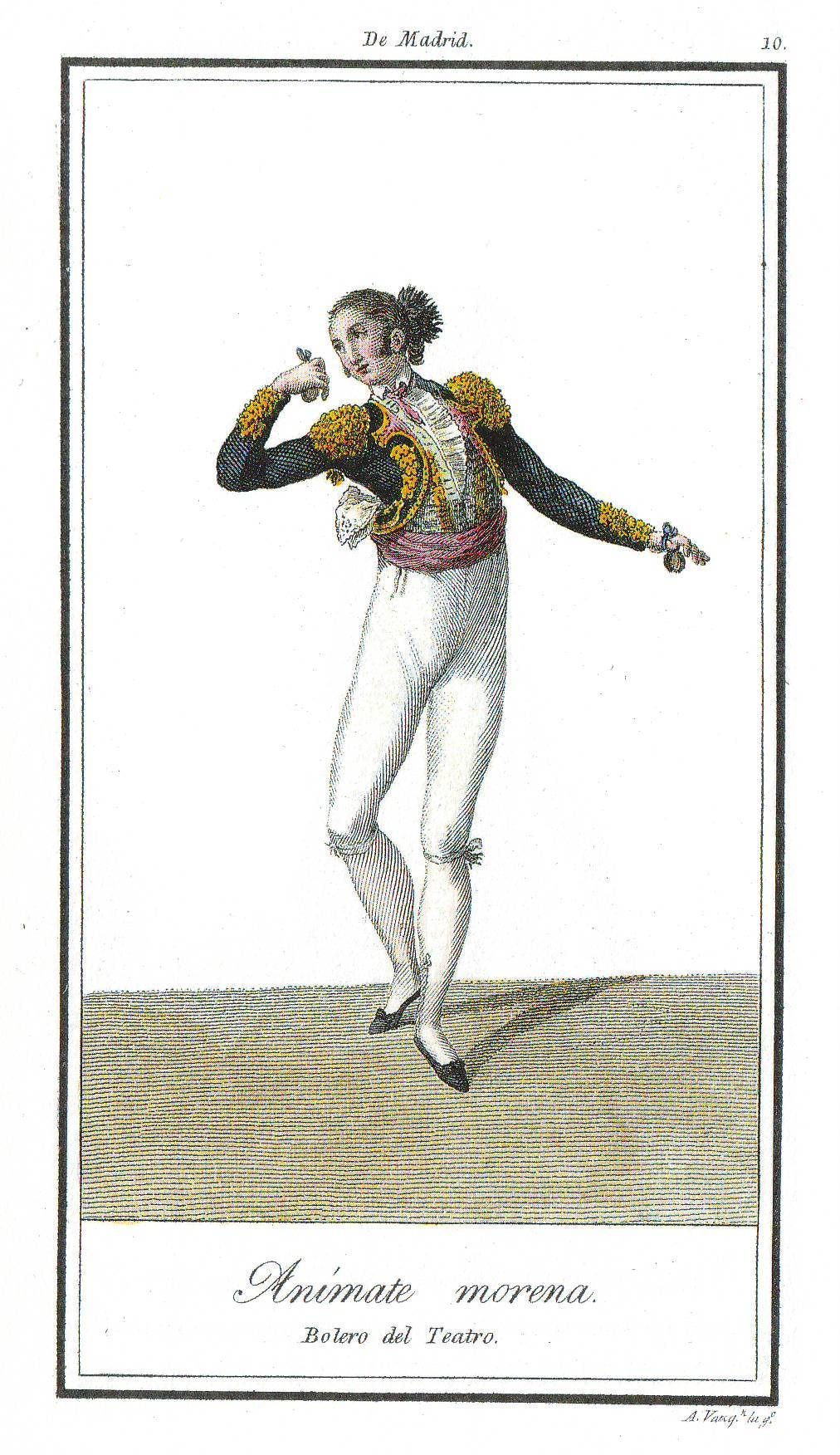
El bolero de teatro, en el catálogo de trajes de Madrid, dibujado por Antonio Rodríguez Onofre, y publicado en 1801.

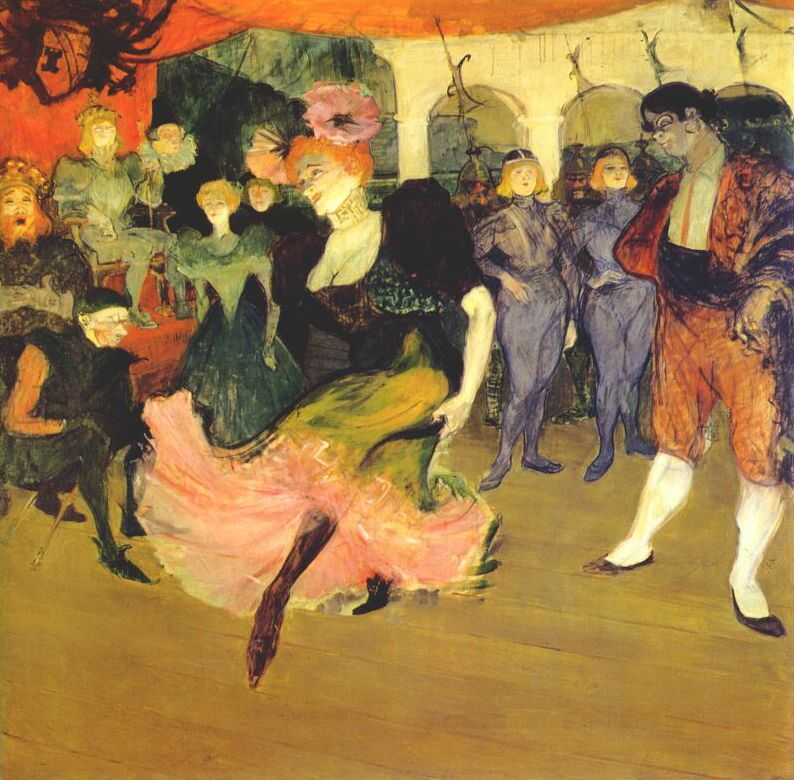
Marcelle Lender bailando el Bolero en "Chilpéric", por Toulouse-Lautrec, 1895. National Gallery of Art.

La fuente escrita más antigua de que se tiene constancia en la cual sale mencionada la palabra bolero para designar este baile, se encuentra en el sainete La hostería del buen gusto, de Ramón de la Cruz (1773). En cuanto a la partitura más antigua que se conserva en la que a un bolero se le denomina así, se titula "Todo aquel que no sepa", y aparece en el Arte de tocar la guitarra española por música, por Fernando Ferandiere.
Desde el punto de vista romántico, el bolero fue interpretado como una pantomima en honor de Cupido acompañada de castañuelas. Al mismo tiempo, viajeros extranjeros que llegaban a España se sintieron llamados por la vistosidad del baile y su ritmo, como fue el caso del neoyorkino Alexander Slidell Mackenzie, quien, en la memoria del viaje que realizó por el país en 1827, A year in Spain by a young american, (Boston: Hilliard Gray & Co, 1830), le dedicó encendidos elogios:

Pero casi he olvidado decir algo del bolero, que suele presentarse como interludio entre el drama y el entremés. [...] ¿Quién no ha oído hablar del fandango? [...] Nadie puede negar que el fandango es el baile más fascinante. [...] El bolero no es ni más ni menos que una nueva versión del fandango, que contiene todas las bellezas del original, expurgado de todo lo que pudiera ofender la delicadeza más escrupulosa. Hay varias variedades de bolero, conocidas por nombres distintos, y que pueden ser bailadas por dos, cuatro, seis e incluso ocho personas. Para mi gusto, sin embargo, la versión más hermosa de todas es la cachucha. [...]

Y en este tono continúa Slidell, describiendo cómo se baila, la indumentaria, a los bailarines y la música, durante no menos de cinco páginas.
Valoraciones como las antedichas, hicieron popular al bolero en todo el ámbito cultural  europeo, de modo que su aire ha sido utilizado por numerosos compositores a lo largo de la Historia, habiendo alcanzado especial celebridad el Bolero de Maurice Ravel, que, en realidad, representa una recreación estilizada del ritmo, no siendo totalmente fiel al original.
En el contexto sincrónico plenamente romántico, un hito en la popularización del bolero entre los compositores europeos de música culta lo supuso la publicación en París de la Enciclopedia Pintoresca de la Música coordinada por Adolphe Ledhuy (1803-?) y Henri Bertini en 1835, en cuyo Tomo I, desde la página 88 hasta la 97, la voz autorizada de Fernando Sor se refería extensamente a esta forma musical. Entre otras explicaciones, Sor da cuenta en este artículo de que para él es el aire más que el acompañamiento rítmico o el baile en sí mismo lo que define al bolero, y que el nombre bolero, anteriormente un adjetivo, lo recibía este aire por haber sido un bailarín llamado Bolero quien introdujo en la seguidilla los pasos que obligaron a hacer los cambios sobre el aire original.
En 1836, el compositor Eugene Coralli (1779-1854) estrenó en París su ballet El Diablo Cojuelo, el cual presentaba entre otros muchos, un número que consistía en la variante andaluza del bolero llamada cachucha a la que se refería Alexander S. Mackenzie en la cita más arriba expuesta. Este número catapultó a la fama a la bailarina Fanny Elssler, quien lo convirtió en uno de los más populares e imitados de todo el siglo XIX, llegando su leyenda hasta bien entrado el XX. De hecho, eximias compañías de ballet como la Mariinski, siempre han mantenido este número en su repertorio hasta el día de hoy.
La evidentemente estrecha afinidad rítmica entre el bolero y la polonesa atrajo también, como no podía ser menos, la atención del maestro polaco Chopin, quien, como resultado, publicó su Bolero en la menor Op. 19, en 1834. Críticos musicales extranjeros (ni polacos ni españoles), como el americano James Gibbons Huneker o el alemán Frederick Niecks, negaron en aquellos días la españolidad de la obra, tachándola de polonesa; aunque otros, como el polaco Zdzisław Jan Jachimecki, salieron en su defensa, alegando que no se trataba en efecto de ese aire y sí más bien de un bolero.
Ya bastantes de los grandes compositores anteriores a Chopin se habían interesado también en el bolero: tal es el caso de Nicolas Bochsa (óigase el último movimiento de su concierto para arpa y orquesta número 1 en re menor Op 15); el mismo Beethoven, quien compuso dos con esta forma entre sus 36 Canciones Populares de diversos países WoO158, los titulados Una paloma blanca y Como una mariposa; incluso Hummel, maestro de Chopin, incluye el ritmo del bolero en el Allegro Moderato que titula Rondó Alla Spagnola del último movimiento de su concierto para piano y orquesta en La bemol Op. 113. Posteriormente a Chopin se siguió componiendo el bolero por lo menos igual, si no todavía más: ya hemos citado a Coralli, pero más ejemplos podemos encontrarlos en Stephen Heller (Bolero Op. 32, ca 1834); Camille Saint-Saëns, quien en 1871 compuso uno titulado El desdichado para dos voces, con letra francesa de Jules Barbier, que ha sido traducido y también se canta en español; Moritz Moszkowski, quien incluye asimismo un bolero como la última de sus cinco Danzas Españolas Op. 12; Tchaikovski, con sus Tempi di Bolero que  compuso para sus ballets El lago de los cisnes (número 21: Danza española) y Cascanueces (número 12: Danza española) y que no necesitan presentación; Hervé, cuyo bolero que aparece en su opereta Chilpéric llegó a ser la inspiración para el famoso cuadro de Toulouse-Lautrec que ilustra esta entrada; Friedrich Baumfelder (1836-1916), quien compuso un bolero para piano en Re (1873); Charles Auguste de Bériot, en cuya Fantasía para violín y orquesta "Scene de Ballet" Op 100, puede escucharse asimismo un bolero; y también siguen siendo célebres los que se pueden apreciar insertos en las obras de los franceses Bizet (Carmen, número 8 en la "suite"), Delibes (Coppelia, acto II), Adam (El Corsario, acto I), además de un largo etcétera de ejemplos del cultivo de este tipo de pieza por parte de muchos otros autores que ya se haría prolijo incluir aquí.